# 14220 Alexgibbs
14220 Alexgibbs è un asteroide della fascia principale. Scoperto nel 1999, presenta un'orbita caratterizzata da un semiasse maggiore pari a 2,6681167 UA e da un'eccentricità di 0,1640696, inclinata di 10,86729° rispetto all'eclittica.
L'asteroide era stato inizialmente battezzato 14220 Judithgoldhaber per poi essere corretto nella denominazione attuale. L'eponimo venne poi attribuito all'asteroide 8611 Judithgoldhaber.
Inoltre l'eponimo Alexgibbs era stato inizialmente assegnato a 5099 Iainbanks che ricevette poi l'attuale denominazione.
L'asteroide è dedicato all'astronomo statunitense Alex R. Gibbs.